# Système de recommandation

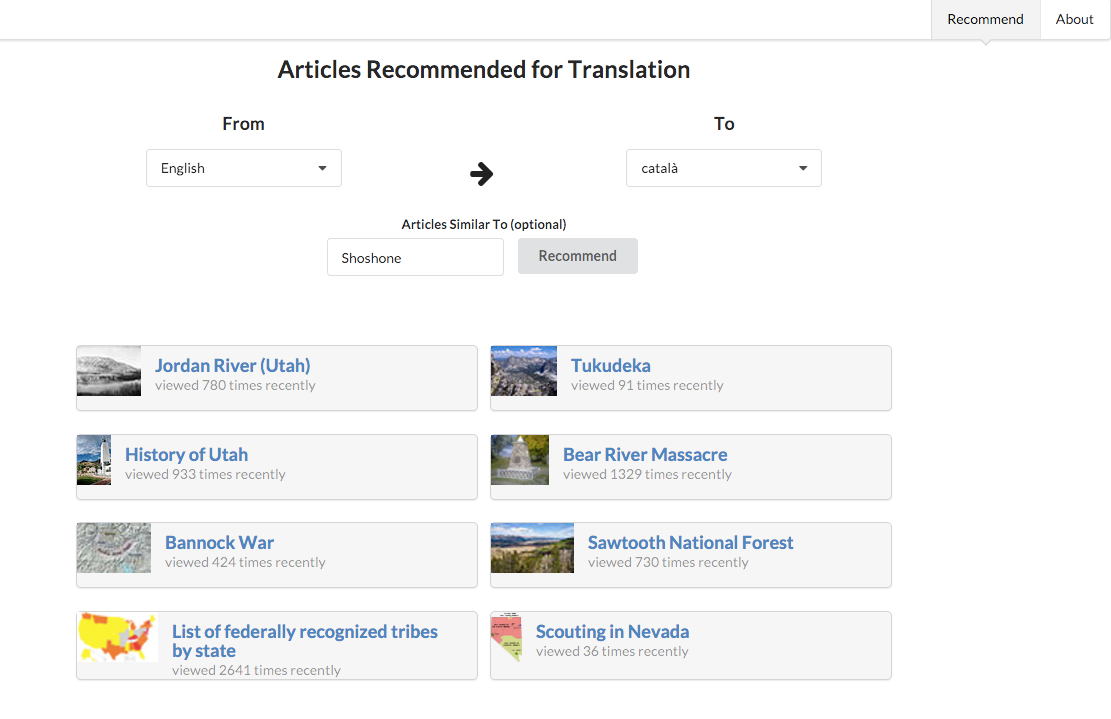
Exemple de recommandation.

Les systèmes de recommandation sont une forme spécifique de filtrage de l'information (SI) visant à présenter les éléments d'information (films, musique, livres, news, images, pages Web, etc) qui sont susceptibles d'intéresser l'utilisateur. Généralement, un système de recommandation permet de comparer le profil d'un client à certaines caractéristiques de référence, et cherche à prédire l'« avis » que donnerait un conseiller. Ces caractéristiques peuvent provenir  :
- de l'objet lui-même, on parle « d'approche basée sur le contenu » ou content-based approach ;
- du client ;
- de l'environnement social, on parle d'approche de filtrage collaboratif ou collaborative filtering.

Les systèmes de recommandation sont utilisés dans les services numériques, notamment sur Internet.
Les systèmes de recommandation sont une forme automatisée de filtrage-hiérarchisation d'informations ou de contenus.
Ils sont présentés à l'utilisateur par un service.

## Résumé
Lors de la construction du profil de l'utilisateur, une distinction est faite entre les formes explicites et implicites de collecte de données : 
Exemples de collecte explicite de données :
- demander à l'utilisateur de classer une collection d'objets en fonction de sa préférence ;
- présenter deux objets à un utilisateur et lui demander de choisir le meilleur ;
- demander à un utilisateur de créer une liste d'articles qui l'intéressent.

Exemples de collecte implicite de données  :
- l'observation des objets que l'utilisateur a vus sur la boutique en ligne,
  - analyse de la fréquence de consultation d'un article par un utilisateur ;
- garder une trace des éléments que l'utilisateur achète en ligne ;
- obtenir une liste d'éléments que l'utilisateur a écoutés ou regardés ;
- analyse du réseau social de l'utilisateur et la découverte de ses goûts et aversions.

Le système compare ensuite les données recueillies sur l'utilisateur à celles déjà existantes (d'autres utilisateurs) et calcule une liste de questions pour l'utilisateur. Plusieurs commerciaux et non commerciaux, des exemples sont énumérés à l'article sur les systèmes de filtrage collaboratif. G. Adomavicius donne un aperçu des systèmes de recommandation, Herlocker donne un aperçu des techniques d'évaluation pour les systèmes de recommandation.

Les systèmes de recommandation sont une bonne alternative au système de recherche simple, car ils aident l'utilisateur à découvrir des articles auxquels il n'aurait pas songé par lui-même. Fait intéressant, les systèmes de recommandation sont souvent mis en œuvre en utilisant les moteurs de recherche d'indexation de données non traditionnelles.
Amazon.com, Amie Street, Baynote, Babelio, Genius, inSuggest, Last.fm, Netflix, Reddit et StumbleUpon par exemple, possèdent des systèmes de recommandation.

## Types de recommandation

### Vue d'ensemble
Le système utilise quatre types de recommandation : 
1. Recommandation personnalisée (analyse du comportement de navigation de l'internaute prenant en compte les mots-clés tapés, l'historique des recherches, le parcours de navigation au sein du site, etc.), la plus simple, la moins performante et désormais la moins utilisée des recommandations.
2. La recommandation objet (analyse des préférences du consommateur vis-à-vis des qualités ou propriétés de l'objet ou du contenu, ces préférences pouvant être déterminées par le comportement d'achat passé du client).
3. Recommandation sociale ou recommandation collaborative, fondée sur la base du comportement passé des utilisateurs similaires (technique de filtrage collaboratif par proximité d'intérêt ou par similarité des contenus).
4. Recommandation hybride qui combine les trois recommandations précédentes[4].

Marc Ménard ou Jean-Sébastien Vayre décrivent différents types de générations concernant les systèmes de recommandation. Les différentes générations des systèmes de recommandation reposent sur un cadre précis avec 3 types de tâches automatiques effectués par ces dispositifs :
- recueil des données ;
- reconstitution de l’identité numérique et du profil du consommateur ;
- émission des recommandations personnalisées.

### Historique sur les systèmes de recommandation

Exemple de filtrage collaboratif basé sur un système de rating

Première génération : repose sur l’algorithme “item-to-item” : les produits sont mis en relation au travers de leurs propriétés. Ce type de système de recommandation a émergé avec le web 1.0 et cantonnait les utilisateurs dans un strict rôle documentaire.
Deuxième génération : repose sur le filtrage collaboratif qui propose des produits d’autres consommateurs déclarés, à leur insu, comme correspondant à leurs préférences. La logique de recommandation est la suivante : “user-to-user” et met en relation des usagers selon leurs profils et leurs préférences. Les données recueillies sont utilisées pour reconstituer la navigation du consommateur et vont alors permettre d’établir son profil. Il est également important de penser à toutes les informations déclaratives que les usagers remplissent : c’est-à-dire les fiches / formulaires remplis sur les sites internet. Ce type de système de recommandation a émergé  avec le web 2.0 qui a apporté une nouvelle culture sociale : le profil d’un consommateur est reconstitué au travers de profils similaires.
Troisième génération : repose sur le filtrage hybride qui vient croiser les deux générations précédentes (contenu + collaboratif). Ce troisième type de système de recommandation s’ancre dans une société où les traces numériques de l’usager sont toujours plus présentes et plus nombreuses. Les innovations des NTIC au sein de la société entraînent une nouvelle conception et des nouveaux usages des agents de recommandation avec l’augmentation du stockage, les nouveaux dispositifs économiques et de nouveaux traitements des données. Cela s'ancre notamment dans le mouvement du Big data.
Les agents de troisième génération peuvent modéliser les préférences des consommateurs sans que ces-derniers n’interviennent directement en les formulant explicitement. A priori, ils ne reposent sur aucune définition formelle des préférences mais passent par des théories d’apprentissage, soit des moyens d’enquêter sur les consommateurs afin de pouvoir définir leurs préférences. C’est au travers de ces moyens qu’entrent en scène les systèmes d’apprentissage automatique qui doivent permettre une individualisation des stratégies selon le consommateur ciblé.
Comme a pu le développer Jean-Sébastien Vayre, le but premier de ces dispositifs n’est pas de comprendre les actions comportementales des utilisateurs mais d’automatiser au maximum leurs requêtes et résultats en prédisant leurs besoins, avec une volonté marchande à la clé (incitation à la consommation).

## Efficacité
En 2014, « les moteurs de recommandation s'appuient sur l'hybridation des recommandations pour plus d'un tiers des sites de ventes en ligne ». Même si ce système ne génère qu'une légère augmentation du taux de conversion (de 2 à 2,22 %), il peut représenter sur les gros sites de vente en ligne une part importante du chiffre d'affaires. Amazon aurait ainsi multiplié par 2 ce taux, réalisant 30 % de son C.A. par son outil de recommandation hybride.
En 2024, en Roumanie, un candidat bénéficie d'une faible notoriété, mais à l'aide d'un campagne ciblée par des influenceurs, pour quelques centaines d'euros, il bénéficie de messages anodins dont les hashtags mentionnent les hashtags de sa campagne. Ceci a conduit les algorithmes de recommandation de contenu de TikTok à diffuser les vidéos du candidat dans le flux de millions d'électeurs.
Ceci a conduit des ONG à s'interroger sur ces publicités politiques.

## Limites constatées des systèmes de recommandation
Bien qu’ils soient pensés comme une aide au choix pour les usagers, les systèmes de recommandation ne sont pas qu’au bénéfice des consommateurs. D’une manière générale et pour les biens culturels en particulier, leurs limites sont :
- un enfermement homophile (Eli Pariser développe ainsi le concept de “Bulle de filtres”). Avec l’arrivée de l’internet, la diversité globale a augmenté mais à cause d’une surspécialisation des offres, l’usager se trouve confronté à une disparité diminuée des biens[9].
- un moyen de capter l’attention (concept d’Herbert Simon de l’économie de l’attention) et d’orienter les achats des usagers, de manière inconsciente puisque l’usager n’a aucune conscience du fonctionnement de l'algorithme.
- la pertinence de leurs propositions, étant donné que les algorithmes ne représentent les biens que par une liste d’attributs, sans prise en compte de leur dimension symbolique ni de l’expérience de l’usager et du contexte dans lequel il se trouve (l’usager n’est pas figé dans le temps : ses goûts et son environnement changent au cours du temps).
- une utilisation non affichée et non explicitée par les systèmes de recommandations des navigations et des traces laissées à leur insu par les internautes, ce qui pose la question de la transparence et de l’éthique.

Cependant, en tant qu’internaute consommateur, il serait possible de tirer bénéfice des systèmes de recommandation avec la mise en place d’une politique de formation comme le propose Emmanuel Durand, directeur de Snapchat France. Cette formation pour tous permettrait d’éclairer les problématiques des big data afin d’agir en connaissance de cause pour préserver la diversité culturelle : compréhension du fonctionnement de l’algorithme de recommandation avec l’ouverture de son code, transparence de l’utilisation des données des internautes (consentement averti à la surveillance des traces de navigation, monétisation des données).

## Biais algorithmiques
Les algorithmes de recommandation peuvent conduire à des résultats biaisés vers certains contenus.
Par exemple, les travaux de rétro-ingénierie sur l'algorithme de recommandation de YouTube menés par Guillaume Chaslot et l'association Algotransparency montrent que l'algorithme a tendance à favoriser les contenus à caractère complotistes.

## Domaines d'usage des systèmes de recommandation
Les systèmes de recommandations sont utilisés dans différents domaines : dans les bibliothèques, pour les plateformes de biens culturels, sur les sites commerciaux, pour la visite de musées, dans le tourisme.

### Le musée
Pour la visite des musées, les systèmes de recommandation sont utilisés afin d’améliorer la visite des usagers. Plusieurs modèles ont été mis en place. Idir Benouaret présente trois types de systèmes de recommandations pour la visite d’un musée : 
- Système orienté “tâches”, où l’utilisateur est amené à utiliser des outils numériques, utilisant un système de géolocalisation dans le monument, pour répondre à des questions en lien avec l’œuvre devant laquelle il se trouve. Ce système est principalement employé lors de visites de groupes, et plus particulièrement pour des groupes scolaires. Cependant il n’a pas vocation à recommander les œuvres susceptibles d'intéresser l’usager. Ce dernier passe plus de temps sur l’outil numérique durant la visite et on constate une perte d’attention de l’usager face aux œuvres présentes dans le musée.
- Système orienté navigation : tout comme le système orienté “tâches”, l’usager est localisé dans le musée via un outil numérique. Ce dernier fournit à l’usager des informations complémentaires sur l’œuvre devant laquelle il s’est arrêté, sous forme de texte ou de commentaires audio-visuels. Ce système est un apport informationnel pour l’usager mais ce dernier ne reçoit pas de recommandations quant aux œuvres qui pourraient l’intéresser et il perd son temps devant des œuvres auxquelles il ne porte pas forcément d’intérêt ou ne découvre pas de nouvelles œuvres susceptibles d’éveiller sa curiosité.
- Système de recommandation pour la visite de musée : les conservateurs de musée effectuent déjà ce type de système avec les visites guidées mais ces dernières sont orientées de telle manière qu’elles ne présentent que les œuvres les plus connues du musée et par conséquent l’usager peut perdre du temps à voir des œuvres qui ne sont pas forcément dans son intérêt ou sans en découvrir de nouvelles. De nouveaux systèmes ont été mis en place en réponses aux problèmes posés mais ils confinent l’usager dans des recommandations basées sur ses préférences, parfois pré-remplies sur un site internet, sans lui proposer de parcours de visite du musée avec les œuvres qui l’intéressent et de nouvelles qui pourraient l’intéresser.